# Celaenomys silaceus
Celaenomys silaceus (Thomas, 1895) è l'unica specie del genere Celaenomys (Thomas, 1895), endemica dell'isola di Luzon.

## Descrizione

### Dimensioni
Roditore di piccole dimensioni, con lunghezza totale tra 239 e 299 mm, la lunghezza della coda tra 97 e121 mm, la lunghezza del piede tra 34 e 39 mm, la lunghezza delle orecchie tra 19 e 23 mm e un peso fino a 160 g.

### Caratteristiche craniche e dentarie
Il cranio è robusto e presenta un rostro fortemente affusolato con le ossa nasali corte e troncate, la scatola cranica è ampia, le arcate zigomatiche sono sottili e le bolle timpaniche sono relativamente piccole. I fori palatali anteriori sono corti. Gli incisivi superiori sono grandi e proodonti, ovvero con le punte rivolte in avanti, i molari sono soltanto due su ogni semi-arcata, sono piccoli e con una caratteristica disposizione a bacino delle cuspidi.
Sono caratterizzati dalla seguente formula dentaria:

### Aspetto
Il corpo è robusto. La pelliccia è lunga, soffice, densa e vellutata. Il colore del dorso è grigio-ardesia, cosparsa di peli biancastri, mentre le parti ventrali sono leggermente più chiare, con una leggera tinta giallastra. Alcuni esemplari presentano una breve striatura bianca simile ad una fiamma sulla fronte, tipica del genere Chrotomys. Il muso è lungo ed appuntito, gli occhi sono piccoli. Le orecchie sono relativamente grandi ed arrotondate e, come le zampe, sono dello stesso colore del corpo. La coda è corta, leggermente ricoperta di peli, brunastra superiormente e alla base, biancastra inferiormente e all'estremità. Le femmine hanno due paia di mammelle inguinali.

## Biologia

### Comportamento
È una specie terricola e principalmente attiva di giorno.

### Alimentazione
Si nutre probabilmente di vermi e lombrichi, che cattura scavando nel tappeto di foglie e nell'humus della foresta.

### Riproduzione
Sono state osservate femmine con due embrioni per volta.

## Distribuzione e habitat
Questa specie è endemica della cordigliera centrale dell'Isola di Luzon, Filippine.
Vive nelle foreste muschiose tra i 1.800 e 2.500 metri di altitudine. Occasionalmente è stata osservata anche in aree boscose vicino a campi coltivati.

## Tassonomia
Questa specie è da alcuni autori assegnata a Chrotomys.

## Conservazione
La IUCN Red List, considerato che l'areale di questa specie non è adatta ad alcuna conversione all'agricoltura, classifica C.silaceus come specie a rischio minimo (Least Concern).